# Craniella
Genre
Craniella est un genre d'animaux de l'embranchement des éponges.

## Liste d'espèces
Selon ITIS :
- Craniella arb (de Laubenfels, 1930)
- Craniella crania
- Craniella gravida
- Craniella laminaris
- Craniella spinosa Lambe, 1894
- Craniella villosa Lambe, 1894

Selon WRMS :
- Craniella abracadabra de Laubenfels, 1954
- Craniella arb (de Laubenfels, 1930)
- Craniella atropurpurea (Carter, 1870)
- Craniella australiensis (Carter)
- Craniella australis Samaai & Gibbons, 2005
- Craniella azorica (Topsent, 1913)
- Craniella carteri Sollas, 1886
- Craniella coactifera (Lendenfeld, 1907)
- Craniella corticata (Boury-Esnault, 1973)
- Craniella coxi (Lendenfeld, 1886)
- Craniella craniana de Laubenfels, 1953
- Craniella cranium (Müller, 1776)
- Craniella crassispicula (Lendenfeld, 1907)
- Craniella disigma Topsent, 1904
- Craniella elegans Dendy, 1905
- Craniella ellipsoida Hoshino, 1982
- Craniella globosa Thiele, 1898
- Craniella gravida
- Craniella insidiosa Schmidt, 1870
- Craniella laminaris (George & Wilson, 1919)
- Craniella lens Schmidt, 1870
- Craniella lentiformis Thiele, 1898
- Craniella lentisimilis Tanita & Hoshino, 1989
- Craniella leptoderma (Sollas, 1886)
- Craniella longipilis (Topsent, 1904)
- Craniella metaclada (Lendenfeld, 1907)
- Craniella monodi (Burton, 1929)
- Craniella neocaledoniae Lévi & Lévi, 1983
- Craniella oxeata (Burton, 1959)
- Craniella polyura Schmidt, 1870
- Craniella prosperiaradix Tanita & Hoshino, 1989
- Craniella quirimure Peixinho, Cosme & Hajdu, 2005
- Craniella schmidtii Sollas, 1886
- Craniella serica (Lebwohl, 1914)
- Craniella sigmoancoratum (Koltun, 1966)
- Craniella simillima (Bowerbank, 1873)
- Craniella spinosa Lambe, 1893
- Craniella stewarti (Lendenfeld, 1888)
- Craniella tethyoides Schmidt, 1870
- Craniella varians Thiele, 1898
- Craniella vestita (Lendenfeld, 1907)
- Craniella villosa Lambe, 1893
- Craniella zetlandica (Carter, 1872)